# Beylikdüzü
Beylikdüzü és un districte d'Istanbul, Turquia, situat en la part europea de la ciutat.

## Mahalleler
Adnan Kahveci  ·  Barış  ·  Büyükşehir  ·  Cumhuriyet  ·  Dereağzı  ·  Gürpınar  ·  Kavaklı  ·  Marmara  ·  Sahil  ·  Yakuplu